# Kerkhof van Zeebrugge
Het Kerkhof van Zeebrugge is een gemeentelijke begraafplaats gelegen in het Belgische dorp Zeebrugge (Lissewege). Het kerkhof ligt rond de Sint-Donatuskerk aan de Sint-Donaaskerkstraat, vlak bij de N34a. Er liggen geen burgerlijke graven op het kerkhof, enkel een perk met Britse en Duitse militaire graven uit de Eerste Wereldoorlog. Het kerkhof wordt door een lage bakstenen muur omgeven en een boogvormige toegangspoort aan de noordkant wordt afgesloten met een dubbel hekken. Op een gevelsteen boven de poort staat de tekst: Deutscher Ehrenfriedhof Zeebrügge Nr.184 - Pate Ortsgruppe Blankenburg - Harz - Volksbund Deutsche Kriegsgräberfürsorge. Aan de westelijke rand van het kerkhof staat een gedenkteken voor de gesneuvelde dorpsgenoten uit de beide wereldoorlogen.
Het kerkhof werd in 2009 als monument beschermd.

## Duitse oorlogsgraven
Op het kerkhof liggen de graven van 175 Duitse militairen (waaronder 3 niet geïdentificeerde) die sneuvelden tijdens de Eerste Wereldoorlog. De eerste slachtoffers die hier begraven werden waren 44 Duitsers die op 26 september 1915 bij een tramongeval omkwamen. In een rechthoekig massagraf liggen 40 bemanningsleden van twee torpedoboten die op 5 juni 1917 bij een zeeslag omkwamen. Langs de beide langste zijden van het massagraf liggen hardstenen blokken met de namen van de slachtoffers. De andere graven staan in rijen opgesteld en zijn uitgevoerd in witte rechthoekige natuursteen met een driehoekige bovenrand.
Hun graven worden onderhouden door de Volksbund Deutsche Kriegsgräberfürsorge.

## Britse oorlogsgraven
Op het kerkhof liggen 30 Britse gesneuvelden uit de Eerste Wereldoorlog waarvan er 17 niet meer geïdentificeerd konden worden. De meeste van hen kwamen om tussen mei 1917 en september 1918 en behoorden bij de Royal Air Force. Op 29 maart 1919 werd een niet geïdentificeerd lichaam van een lid van de Royal Air Force gevonden en hier begraven.
- Valentine Edgar Giberne Sieveking, kapitein bij de Royal Air Force werd tweemaal onderscheiden met het Distinguished Service Cross (DSC and Bar).
- W. Houston-Stewart, onderluitenant bij de Royal Naval Air Service wordt herdacht met een Special Memorial[2] omdat zijn graf niet meer gelokaliseerd kon worden.

Hun graven worden onderhouden door de Commonwealth War Graves Commission (CWGC) en staan er geregistreerd onder Zeebrugge Churchyard.

### Zeebrugge Memorial
In de omheiningsmuur hangt een gedenksteen voor vier leden van de Royal Navy die tijdens de Raid op Zeebrugge in de nacht van 22 op 23 april 1918 omkwamen en niet meer teruggevonden werden. Deze vier zijn:
- wing-commander Frank Arthur Brock, drager van de Order of the British Empire (OBE).
- lieutenant commander Arthur Leyland Harrison en drager van het Victoria Cross (VC),
- luitenant Claude Ernest Vincent Hawkings
- mecanicien John Rouse.

Dit gedenkteken staat bij de CWGC ingeschreven als Zeebrugge Memorial.

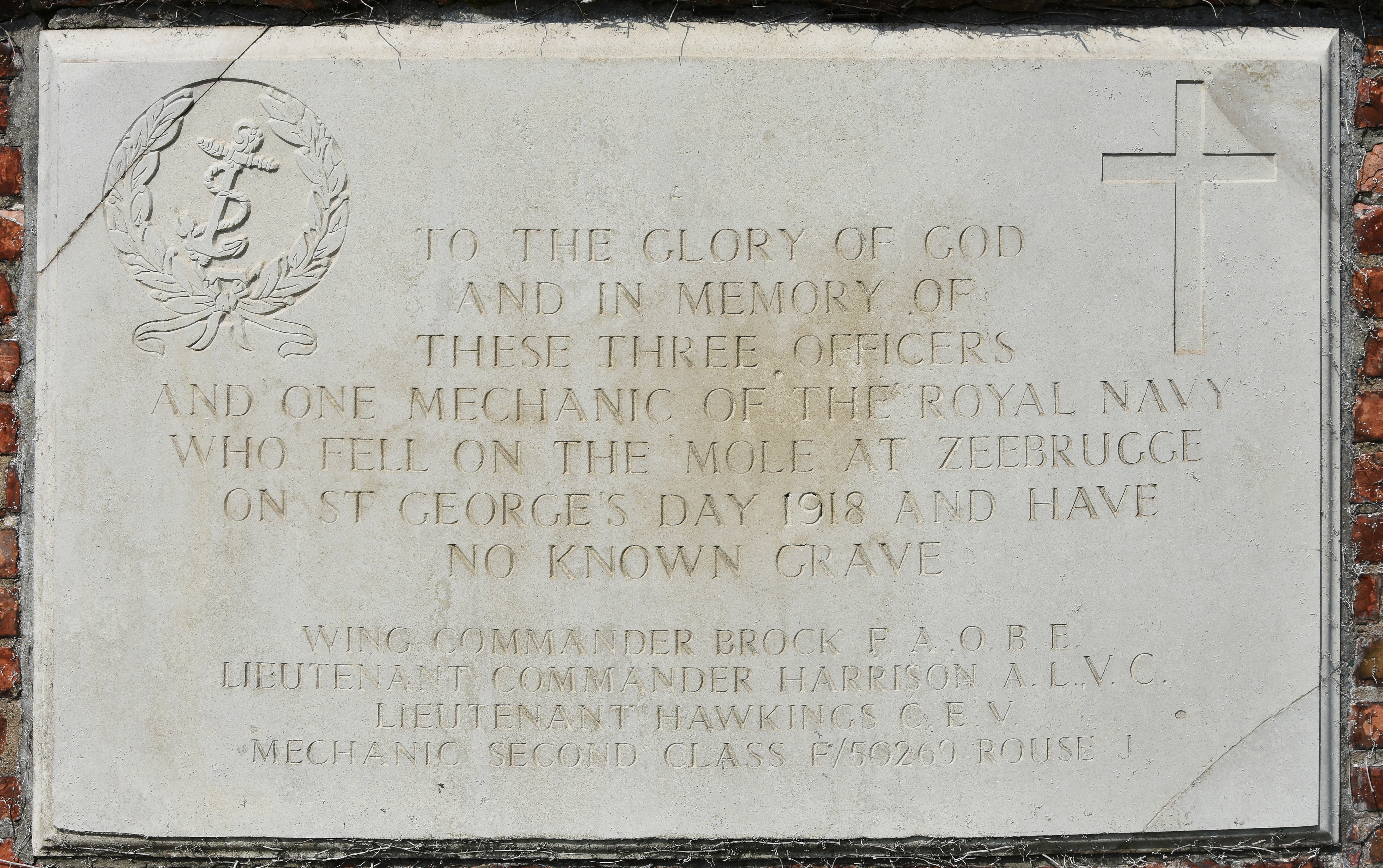
De gedenkplaat

De tekst op de gedenkplaat luidt als volgt:

To the glory of God and in memory of these three officers and one mechanic of the Royal Navy who fell on the Mole at Zeebrugge on St George's Day 1918 and have no known grave
Wing Commander Brock F.A., O.B.E.

Lieutenant Commander Harrison A.L., V.C.

Lieutenant Hawkins C.E.V.

Mechanic Second Class F/50269 Rouse J.